# Vi bara drömde
Vi bara drömde är en svensk dokumentärfilm från 2005 i regi av Lena Lucki Stein. Lucki Steins familj bodde på 1960-talet i Mongoliets huvudstad Ulan Bator och i filmen återvänder hon dit, 35 år senare.